# Граєна
Граєна (словен. Grajena) — поселення в общині Птуй, Подравський регіон‎, Словенія.